# إيرل شميت
إيرل شميت (بالإنجليزية: Earl Schmidt)‏ هو موسيقي أمريكي، ولد في 1929، وتوفي في 2008.

## وصلات خارجية
- إيرل شميت على موقع ميوزك برينز (الإنجليزية)
- إيرل شميت على موقع ديسكوغز (الإنجليزية)